# Operator Please
Nati nel 2005, gli Operator Please sono una band originaria della Gold Coast di Queensland in Australia. La formazione è attualmente composta da Amandah Wilkinson, chitarra e voce, Tim Commandeur, batteria, Chris Holland, tastiere, Ashley McConnell, basso, e al violino Taylor Henderson.
La band nasce in merito a una competizione studentesca alla Elanora State High School, "Battle of the bands", in cui i membri del gruppo, studenti dell'istituto, gareggiano nella loro prima esibizione come band.
Nel 2007 incidono i singoli oggi più noti, come "Get What You Want", "Leave It Alone", "Just A Song About Ping Pong", e debuttano con il loro album Yes Yes Vindictive. Il loro singolo di maggior successo, "Just A Song About Ping Pong", viene nominato per 2 premi ARIA nel 2007, vincendo quello "Band Emergenti".